# 나치 영국 지부 SS-GB
나치 영국 지부 SS-GB(SS-GB)는 2017년 2월 19일부터 3월 19일까지 영국 BBC One에서 방영했던 1978년에 출간된 렌 디톤의 동명소설(SS-GB)를 원작으로 한 드라마이다.

## 방송 시간
| 방송 채널 | 방송 기간                 | 방송 시간                          |
| --------- | ------------------------- | ---------------------------------- |
| KBS 1TV   | 2018년 7월 6일 ~ 8월 10일 | 매주 금요일 밤 12:40 ~ 1:40 (50분) |

## 한국판 성우진(KBS)
- 유동균 - 아처(샘 라일리)
- 이다슬 - 바바라(케이트 보즈워스) / 더기(루이스 서키스,1~2,4화)
- 황원 - 해리(제임스 코스모)
- 이윤선 - 캘러만(라이너 복)
- 홍진욱 - 후트(라르스 아이딩어)
- 사문영 - 실비아(매브 더모디) / 밥(키트 코너,1~2,4화)
- 길라영 - 시넌(크리스티나 콜,1~4화)
- 전인배 - 메이휴 대령(제이슨 플레밍,2,4~6화)
- 허성재 - 지미 던(아뉴린 바너드,1~2화)
- 김규식 - 존 실즈(폴 벤톨,1,5화) / 로버트 경(니콜라스 파렐,2,5화) / 폰 루프 장군(어거스트 지너,2,4화) / 스프링어(앤드류 버크넬,3화) / 트랙터 남자(6화)
- 배영규(1화) → 김도담(5화) - 의사(올리버 곰)
- 석원희 - 독일군 기자(아른트 슈베린-손라이,1화) / 앵커(1화) / 버넘(루크 닐,6화)
- 변영희 - 스테인스(줄리안 린드 터트,2,4~5화) / 교장 선생님(제프리 맥기번,2화) / 울버트(윌리엄 메러디스,6화)
- 장희문 - 개런(대니 웹,2,5화)
- 김도담 - 헤세(로날드 제르필드,3~4화) / 아서(라이언 코스,4화) / 스트라우스 소령(애덤 갠,5화) / 글로트(마이클 앱,6화)
- 이정민 - 스포드(제임스 노스코트,3화)

## 시청률
| 회차 | 방송 일자       | 전국 시청률 |
| ---- | --------------- | ----------- |
| 1회  | 2018년 7월 6일  | 1.2%        |
| 2회  | 2018년 7월 13일 | 0.9%        |
| 3회  | 2018년 7월 20일 | 1.5%        |
| 4회  | 2018년 7월 27일 | 0.7%        |
| 5회  | 2018년 8월 3일  | 1.2%        |
| 6회  | 2018년 8월 10일 | 0.8%        |

## 같이 보기
- 제2차 세계 대전의 추축국의 승리